# 杉山綾菜
杉山 綾菜（すぎやま あやな、4月29日）は、日本の女性声優。鹿児島県出身。

## 略歴
2018年4月に青二プロダクションに所属。
2020年5月31日、青二プロダクション退所。

## 人物
趣味は動画鑑賞。特技はバドミントン。方言は鹿児島弁。
資格・免許は土木施工管理技士2級筆記、危険物取扱者試験乙種4種。

## 出演

### 配信
- プロサッカークラブをつくろう!ロード・トゥ・ワールド 全国サカつく 秘書オーディション 秘書リーグ（2018年、九州・沖縄エリア代表[2]）

### ラジオ
- &CAST!!!アワー ラブエール! （2019年4月 - 2020年3月）

### ゲーム
- ゴシックは魔法乙女〜さっさと契約しなさい!〜 （カプリス[3]）